# Макларън MP4/4
Макларън MP4/4 е болид от Формула 1, с който отборът на Макларън участва през сезон 1988. Конструиран от Стив Николс и Гордън Мъри и пилотиран от Ален Прост и Аертон Сена, това е един от най-успешните болиди в историята на Макларън, доминирайки всички състезания с изключение на едно, както и всички пол-позиции без един. Самият болид е базиран на Брабам BT55, чийто дизайн бе дело на Мъри.

## История
Сезон 1987 бе разочароващ за Макларън. Болидът MP4/3, конструиран от Стив Николс с двигател ТАГ-Порше, спечели само три състезания, дело на Ален Прост, който завърши четвърти в класирането при пилотите, като победата в Португалия бе негова 28-а като подобри рекорда на Джеки Стюарт.
Макларън си осигуриха турбо-двигателите на Хонда, които са един от най-силните по това време. 1988 бе и последния сезон за турбо-двигателите, преди да бъдат напълно премахнати за 1989. С назначаването на Гордън Мъри в отбора той заедно с Николс конструираха болида с нисък профил на кокпита, нещо което Мъри е конструирал, когато е бил главен дизайнер на Брабам, преди да напусне в края на 1986. След три сезона при Лотус, бразилеца Аертон Сена се присъедини към отбора на Рон Денис, с поискане от Ален Прост, за да сформират най-силната двойка пилоти. Самият сезон бе изпълнен с доминацията на Прост и Сена като французина бе на върха 7 пъти, а бразилеца с една повече. Единственото състезание, в което нито един от Макларън-ите не достигнаха финала бе в Монца, където Прост отпадна с повреда по двигателя (второ отпадане което да е механическо), докато Сена отпадна след удар с бавно-движещия се Уилямс на Жан-Люис Шлесер, което даде шанс на Ферари-тата на Герхард Бергер и Микеле Алборето да донесат двойна победа за Скудерията.
Самото темпо на Макларън в квалификациите е убийствена, като Сена и Прост са най-бързи с повече от секунда от останалите. Не само това, но по време на квалификациите за ГП на Германия, MP4/4 регистрира най-добра скорост, като и Сена и Прост постигнаха скорост от 333 км/ч на най-дългата права на трасето в Хокенхаймринг.
Макларън завършиха сезона, печелейки титлата при конструкторите и при пилотите (като Сена побеждава Прост, въпреки че французина имаше повече точки, но само единайсетте най-добри резултата се считат за шампионата), съответно в Белгия и в Япония.
Модифицирана версия на болида MP4/4B, бе използван като тест болид за новия V10 двигател на Хонда, създаден за промените относно премахването на турбо-двигателите за 1989. MP4/4, е заменен от надшественика, MP4/5, което отново донесе на Макларън титла при конструкторите и титла при пилотите за Ален Прост.

## Класиране във Формула 1
| Година | Отбор            | Двигател            | Гуми | Пилоти      | 1   | 2   | 3   | 4   | 5   | 6   | 7   | 8   | 9   | 10  | 11  | 12  | 13  | 14  | 15  | 16  | Тчк. | WCC  |
| ------ | ---------------- | ------------------- | ---- | ----------- | --- | --- | --- | --- | --- | --- | --- | --- | --- | --- | --- | --- | --- | --- | --- | --- | ---- | ---- |
| 1988   | Marlboro McLaren | Honda RA168-E V6 tc | Г    |             | BRA | SMR | MON | MEX | CAN | DET | FRA | GBR | GER | HUN | BEL | ITA | POR | ESP | JPN | AUS | 199  | 1-ви |
| 1988   | Marlboro McLaren | Honda RA168-E V6 tc | Г    | Ален Прост  | 1   | 2   | 1   | 1   | 2   | 2   | 1   | Ret | 2   | 2   | 2   | Ret | 1   | 1   | 2   | 1   | 199  | 1-ви |
| 1988   | Marlboro McLaren | Honda RA168-E V6 tc | Г    | Аертон Сена | DSQ | 1   | Ret | 2   | 1   | 1   | 2   | 1   | 1   | 1   | 1   | 10  | 6   | 4   | 1   | 2   | 199  | 1-ви |